# Echinodictyum fibrillosum
Echinodictyum fibrillosum är en svampdjursart som först beskrevs av Peter Simon Pallas 1766.  Echinodictyum fibrillosum ingår i släktet Echinodictyum och familjen Raspailiidae.
Artens utbredningsområde är Indiska oceanen. Inga underarter finns listade i Catalogue of Life.